# Zhou Qian
Zhou Qian (født 11. marts 1989) er en kinesisk bryder, der konkurrerer i fristil.
Hun repræsenterede Kina ved sommer-OL 2020 i Tokyo, hvor hun tog bronze i 76 kg.